# 90 Dywizja Piechoty Lekkiej (III Rzesza)
90 Dywizja Piechoty Lekkiej, 90 Lekka Dywizja Afrykańska (niem. 90. leichte Infanterie-Division, 90. leichte Afrika-Division) – jedna z niemieckich dywizji piechoty z czasów II wojny światowej.

## Historia
Utworzona w listopadzie 1941 w Afryce na bazie Dywizji Afrykańskiej do Zadań Specjalnych (Divisionskommando z.b.V. Afrika) jako 90 Lekka Dywizja Afrykańska (90. leichte Afrika-Division).  1 kwietnia 1942 została przemianowana na 90 Dywizję Piechoty Lekkiej (90. leichte Infanterie-Division). Od 26 lipca 1942 r. jednostka nosiła nazwę 90. Afrika-Division.
Dywizja walczyła w składzie Armii Pancernej Afryka w Libii, pod Al-Alamajn w Egipcie oraz w Tunezji. W maju 1943 dostała się do niewoli, formalnie została rozwiązana miesiąc później. Jako zastępstwo dla niej postanowiono utworzyć 43 Dywizję Grenadierów Pancernych, ostatecznie utworzono jednak 90 Dywizję Grenadierów Pancernych.

## Dowódcy dywizji
- generał major Max Sümmermann (od września do grudnia 1941)
- generał porucznik Richard Veith (grudzień 1941 - kwiecień 1942)
- generał wojsk pancernych Ulrich Kleemann (kwiecień - lipiec 1942)
- generał porucznik Carl-Hans Lungershausen (lipiec - sierpień 1942)
- generał wojsk pancernych Ulrich Kleemann (sierpień - listopad 1942)
- generał porucznik Theodor Graf von Sponeck (listopad 1942 - maj 1943)

## Skład
1941
- 155 pułk strzelców
- 361 pułk piechoty
- 580 mieszana kompania rozpoznawcza
- 361 batalion artylerii
- 900 batalion pionierów
- 190 kompania łączności

1942
- 190 batalion pancerny
- 155 pułk grenadierów
- 200 pułk grenadierów
- 361 pułk grenadierów
- 190 pułk artylerii
- 190 batalion przeciwpancerny
- 900 batalion saperów
- 90 pancerny batalion rozpoznawczy
- 190 batalion łączności